# Oratorio della Confraternita dei Verdi dello Spirito Santo
L'oratorio della Confraternita dei Verdi dello Spirito Santo, detto anche Cappella di Santa Maria dell'Orazione e Morte, è uno storico luogo di culto della città di Napoli, facente parte del Complesso dello Spirito Santo.

## Storia e descrizione
L'intero Complesso dello Spirito Santo fu eretto a partire dal 1560 e completato attorno al 1590. L'oratorio in questione venne così alla luce nel 1589 per volontà della costituitasi Confraternita dei Verdi (dal colore dell'abito che indossavano), detta anche della Morte. La sua conformazione rimase pressoché immutata per circa due secoli, eccetto per la realizzazione del pavimento in riggiole lavorate da Scipione Vitale e per degli stucchi elaborati da Giuseppe Garsia tra il 1655 e il 1656. Nel '700 l'intero complesso subì radicali modifiche che riguardarono anche gli ambienti di quest'oratorio. La volta e le pareti furono decorati ad affresco dalla mano di Antonio Maffei, mentre Nicola e Ignazio Chianese si occuparono degli stucchi e delle riggiole dell'ipogeo e Silvio Troccoli realizzò un altare di marmo. 
Oggi appartiene ancora alla Confraternita dei Verdi dello Spirito Santo e versa in condizioni non ottimali a causa di non risolti problemi di umidità. 
La sua posizione è sulla destra nel cortile grande del Complesso. Ha un accesso principale esterno dal cortile, mai aperto al pubblico, e uno interno laterale, con il portale sormontato dallo stemma della confraternita, che conduce agli ambienti privati. La cappella, di piccole dimensioni, ancor più se rapportate alle superiori della vicina "parente" dei Bianchi (posizionata nel lato opposto del complesso), consiste in un'aula rettangolare dalla volta a botte stuccata e cinta dagli stalli lignei dove i confratelli si sedevano durante le funzioni. Sopra l'ingresso, in controfacciata, vi è una cantoria che ospita un organo settecentesco, mentre alle pareti si ammira un ciclo di quattro tele di Giuseppe Simonelli su episodi della Passione di Cristo (L' Orazione nell' Orto del Getsmani, La Flagellazione, La Caduta sotto la Croce, La Crocifissione). In fondo all'aula è collocato l'altare in marmi policromi dietro il quale si eleva la cona in stucco dal timpano triangolare che accoglie la tela della Natività, tradizionalmente attribuita a Giacomo Farelli. Tuttavia, in anni recenti lo storico dell'arte Riccardo Lattuada ha scritto una monografia sul suddetto pittore nella quale propone il nome di Paolo De Matteis come autore di questo dipinto.